# Alpheus funafutensis
Alpheus funafutensis is een garnalensoort uit de familie van de Alpheidae. De wetenschappelijke naam van de soort is voor het eerst geldig gepubliceerd in 1899 door Borradaile.